# Lycée Canarias Cabrera Pinto
Le lycée Canarias Cabrera Pinto, connu il y a quelques années sous le nom de lycée des Canaries, est un établissement d'enseignement public situé dans la ville canarienne de San Cristóbal de La Laguna, à Tenerife (Espagne). Il est resté le seul lycée des îles Canaries de 1846 à 1916, jusqu'à la création du lycée de Las Palmas. Il possédait à la fois la première bibliothèque provinciale et la première station météorologique de l'archipel.

## Localisation
Il est situé rue San Agustín et se compose de deux infrastructures essentielles : l'ancien couvent des Augustins, où se trouvent les salles de classe de l'enseignement secondaire, le secrétariat, la salle des conférences, les jardins et les anciens cloîtres, la bibliothèque et le musée,. De l'autre côté de la rue se trouve le bâtiment le plus moderne destiné à l'enseignement du Bachillerato, aux installations sportives, aux laboratoires et aux départements des différentes matières.

## Histoire

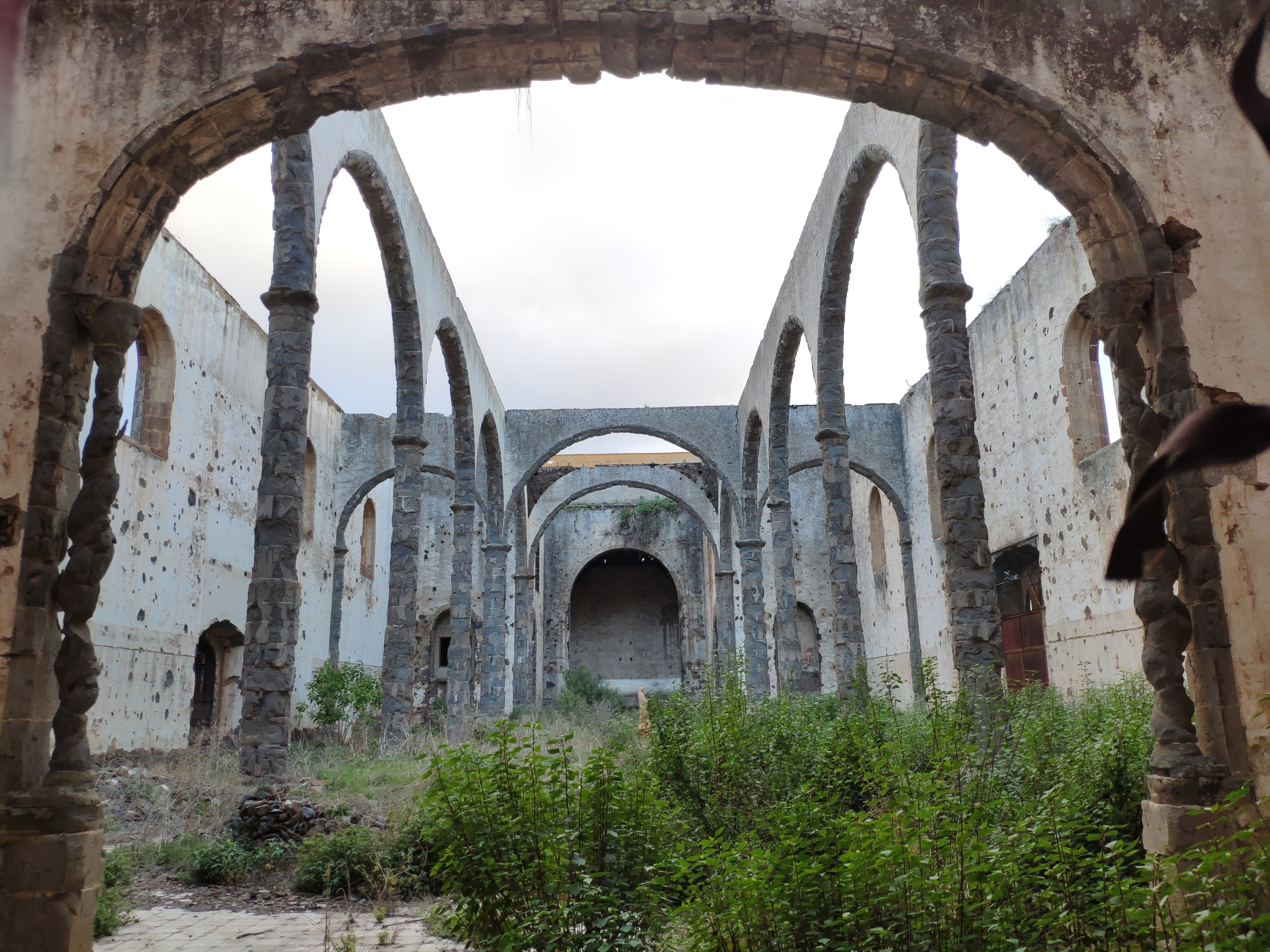
Vestiges brûlés de l'église Saint-Augustin, attenante au bâtiment ancien

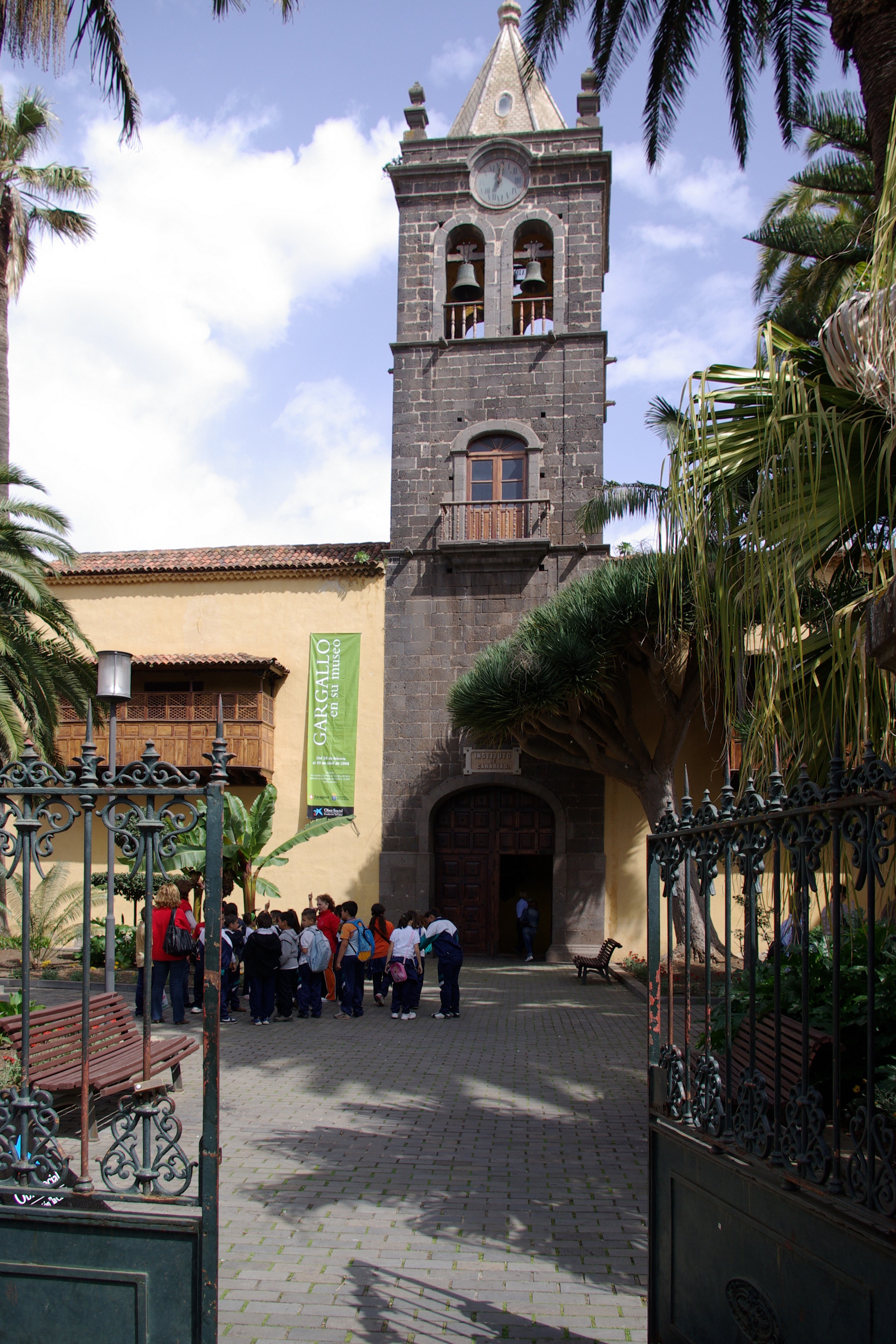
Façade et tour du lycée

En 1845, l'université littéraire San Fernando est définitivement supprimée avec la publication du Plan général des études, connu sous le nom de Plan Pidal, qui, dans son article 67, réduit à 10 le nombre d'universités espagnoles et stipule en même temps que « celles des Canaries, de Huesca et de Tolède seront converties en établissements d'enseignement secondaire ». Le lycée des Canaries a donc hérité des baux et des installations pour devenir un établissement d'enseignement secondaire dépendant de l'université de Séville.
Le lycée a été fondé par ordonnance royale le 21 août 1846 et est l'héritier de l'université littéraire San Fernando, disparue en 1845. Il se distingue par le fait qu'il a été à la fois la première université des îles Canaries et le premier et le plus ancien lycée actif de l'ensemble des îles Canaries. Pendant soixante-dix ans, de 1846 à 1916, c'était le seul lycée des îles Canaries jusqu'à la création de l'Instituto de Las Palmas.

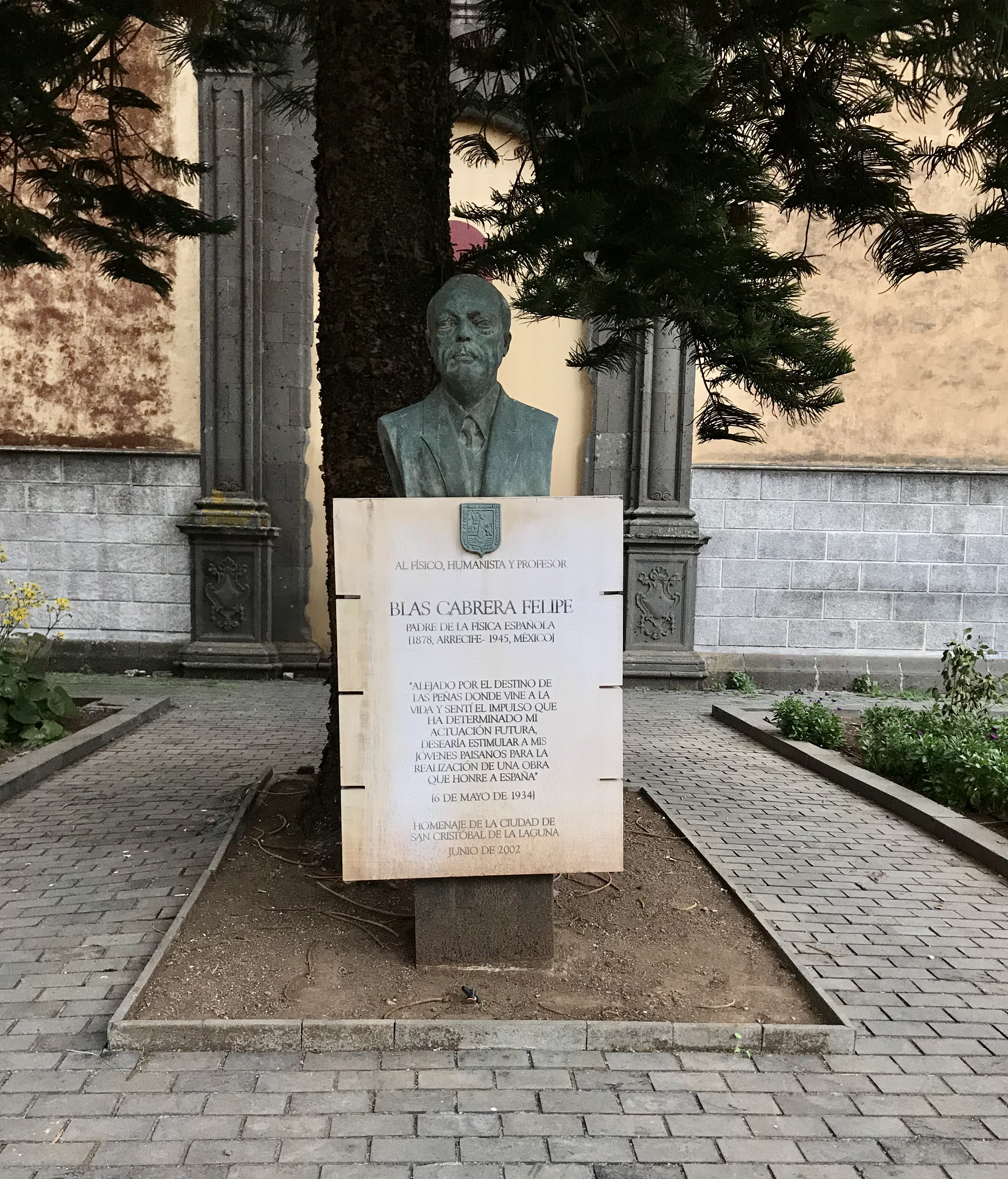
Buste de Blas Cabrera Felipe

La tradition populaire estudiantine de la Fuga de San Diego, qui a lieu chaque 13 novembre, est née en 1919, après l'arrivée en 1918 du professeur Diego Jiménez de Cisneros y Hervás, qui voulait empêcher les étudiants de participer au pèlerinage de San Diego en leur faisant passer un examen le jour de la San Diego. Mais les élèves ne sont pas allés en classe, et cela s'est répété chaque année pendant son séjour au lycée jusqu'en 1928, date à laquelle il a déménagé à Almería, et depuis lors, c'est devenu une tradition qui se répète chaque année. Cette tradition s'est maintenant étendue aux différentes écoles, universités et établissements d'enseignement secondaire du reste des îles Canaries.

## Description

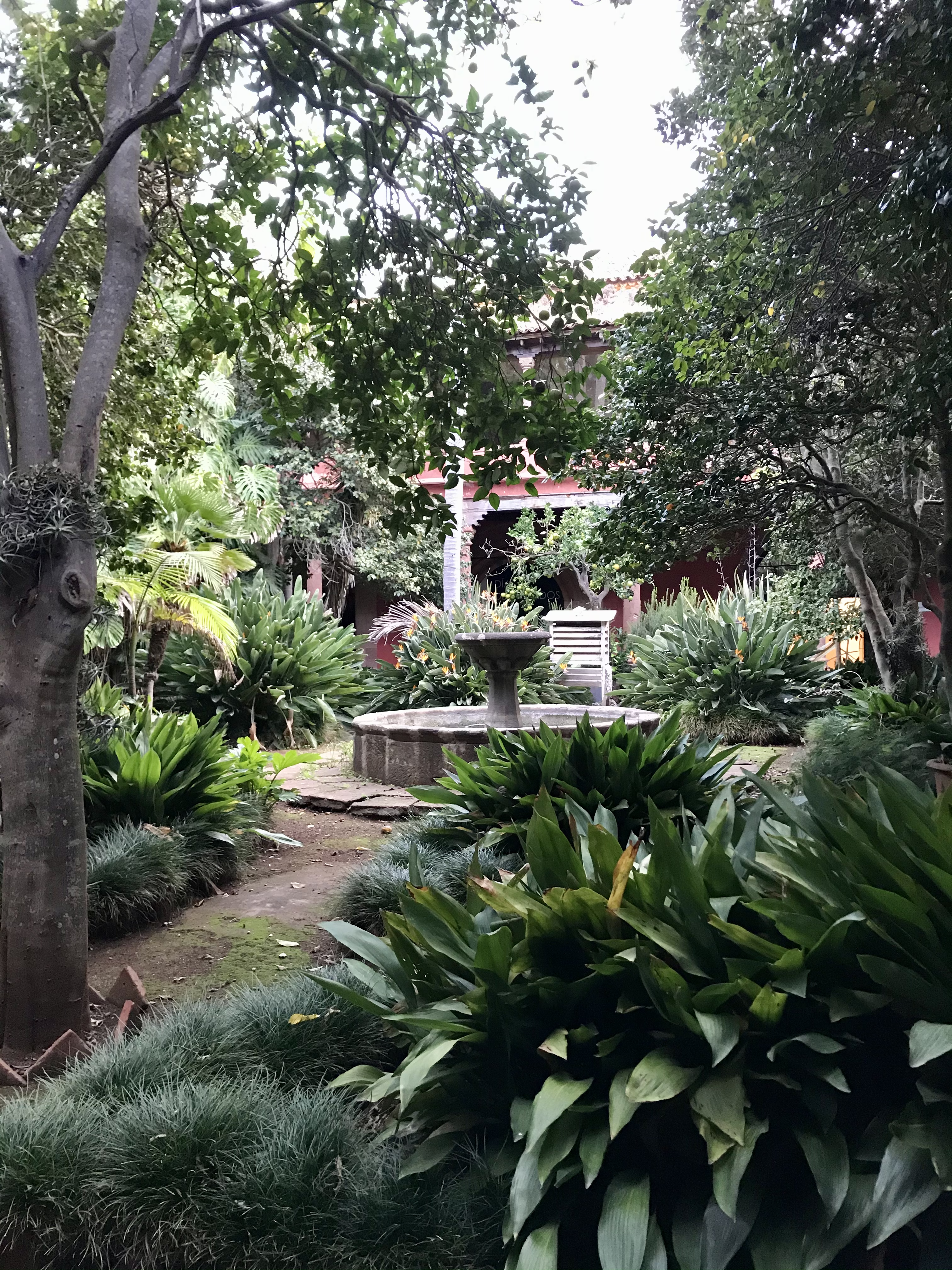
Fontaine et station météorologique dans la Cour des orangers.

Le couvent des Augustins, qui abrite aujourd'hui l'ancien bâtiment du lycée, était organisé autour de deux cloîtres. L'un d'eux, selon les historiens qui ont étudié le processus de construction, aurait été construit dès 1524. Le cloître principal est un magnifique exemple de l'architecture du XVIe siècle, une manifestation précoce de la Renaissance dans les îles Canaries, et on y remarque des influences portugaises. Selon des chercheurs récents, dans l'angle nord-ouest du cloître principal se trouvait la chapelle du chapitre, où les frères tenaient leurs réunions et leurs votes. La galerie supérieure et inférieure possède également des colonnades en pierre avec des chapiteaux de différentes formes qui soutiennent le toit à un seul pan qui descend vers le jardin. Lors d'une rénovation en 1993, une crypte rectangulaire a été accidentellement découverte dans l'angle nord-est de ce cloître avec des murs et une voûte sculptés en pierre rouge.
Le deuxième cloître de service est dépourvu des colonnes principales en pierre, les galeries supérieures étant soutenues par de fines colonnes en bois sur des bases en pierre. Ces cloîtres étaient reliés par un arc par lequel passaient les processions lors des différentes célébrations qui traversaient les deux cloîtres, quittant l'église et y revenant. Le premier des cloîtres, le principal, était appelé la Cour des orangers. Le second est connu comme la Cour des cyprès.
Pendant la période de l'université littéraire, le bâtiment a subi quelques modifications. La salle des assemblées et la bibliothèque ont été rénovées, et plusieurs pièces du couvent, dont les anciennes chapelles et le grenier, ont été transformées en salles de classe. Malgré ces travaux, le couvent a conservé l'essentiel de sa structure architecturale : les deux cloîtres, les murs principaux et les anciens arcs.

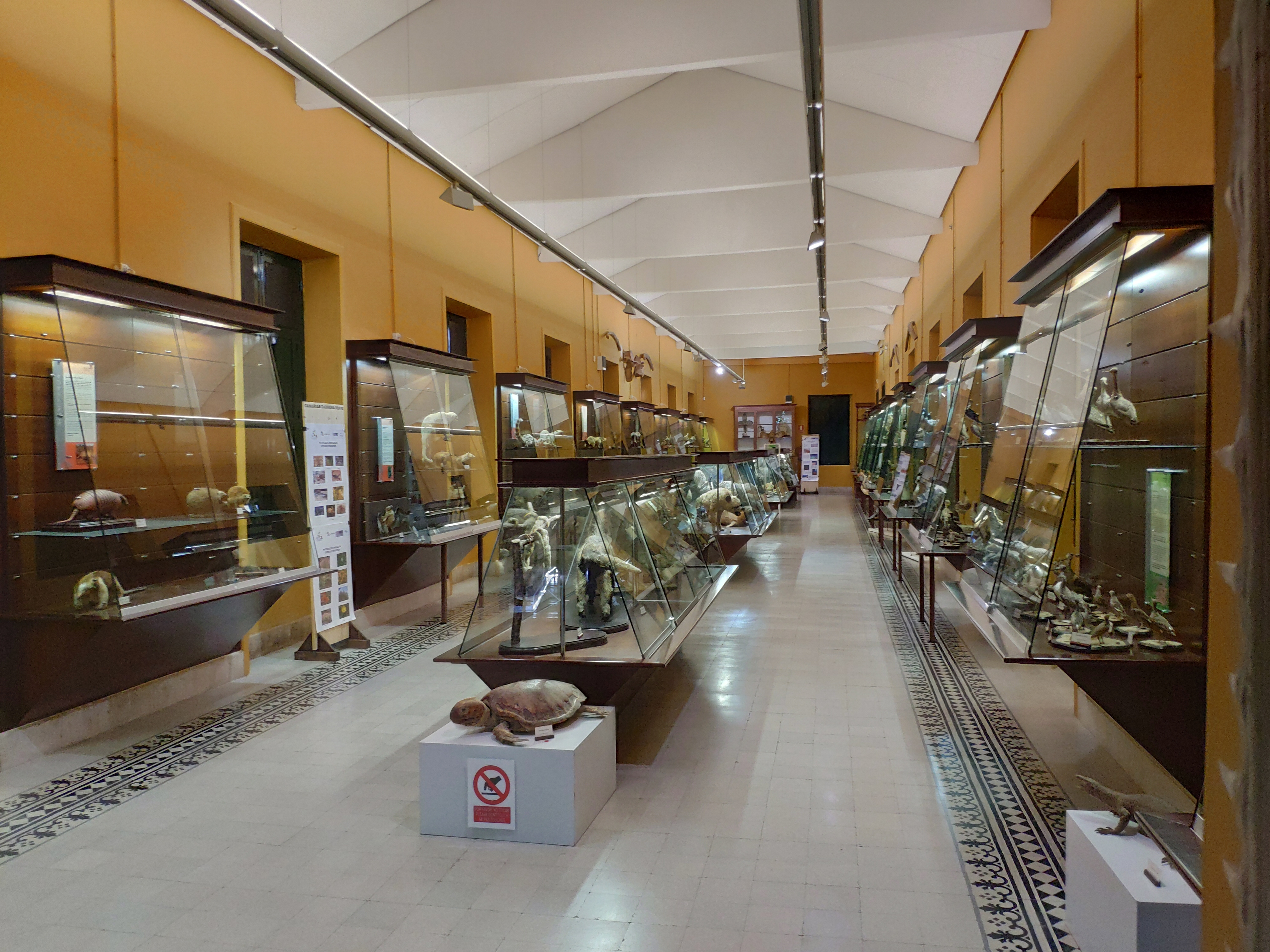
Musée Agustín Cabrera Díaz d'histoire naturelle

Le lycée dispose de trois salles d'exposition. Le musée des sciences naturelles, le musée d'anthropologie et la salle Blas Cabrera Felipe. Tous trois sont situés dans le bâtiment ancien du lycée. Le musée des sciences naturelles abrite une grande collection d'animaux empaillés. Le musée d'anthropologie contient des collections de sites archéologiques, retrouvées dans les collections de l'ancienne université de San Fernando, et des sites archéologiques de la région nord de l'île. Dans la salle Blas Cabrera Felipe, on trouve une grande variété d'objets et d'outils technologiques qui ont joué un rôle clé dans la révolution scientifique.

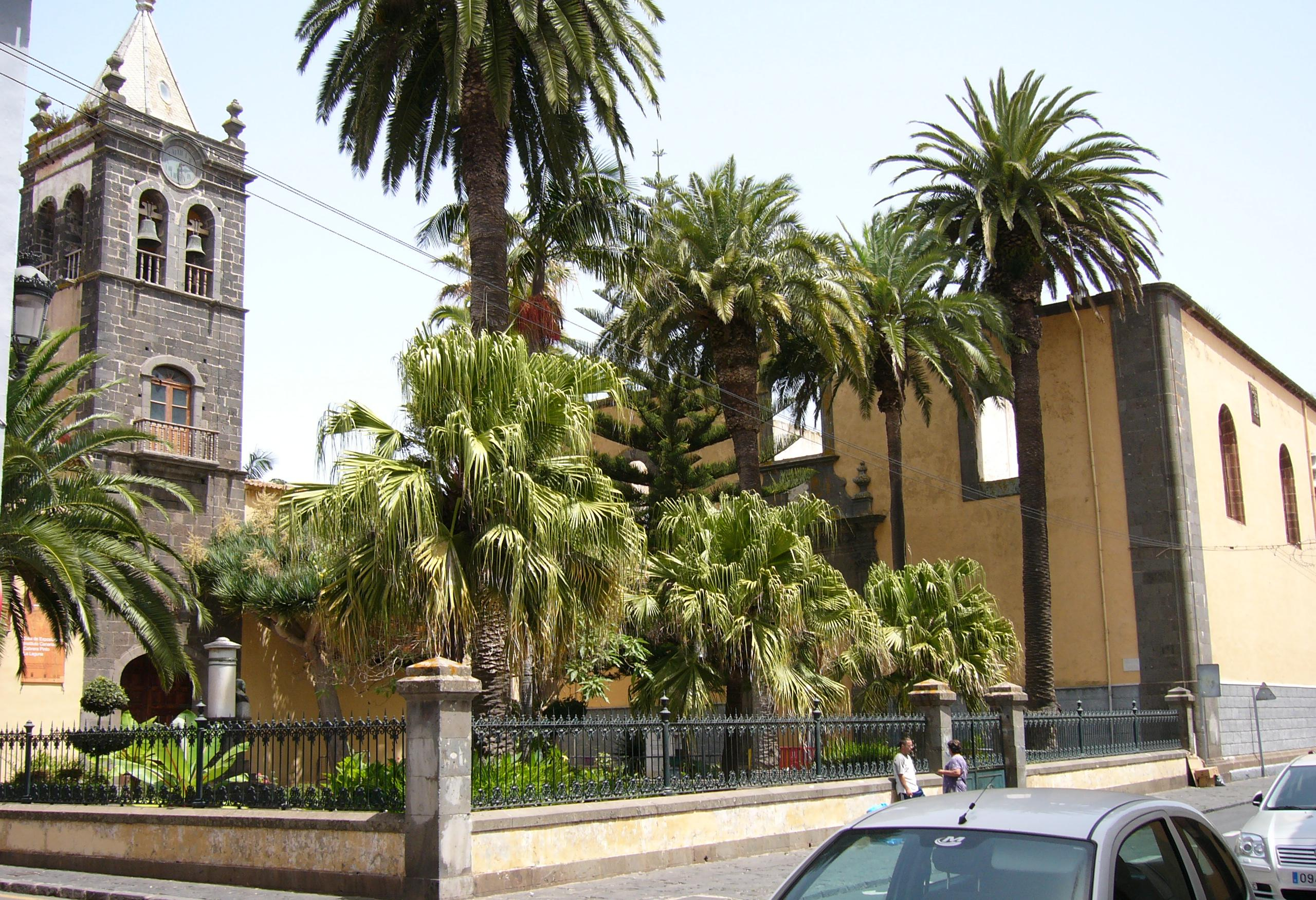
Lycée et ancien couvent

Le Salón de Actos (salle de réunion) est l'espace du lycée où les cérémonies publiques ont eu lieu et continuent d'avoir lieu. Au début cette salle était appelée Sala de Grados. Les murs de cette pièce sont décorés de diverses œuvres d'art :
- Portraits jumeaux de Ferdinand VII et de son frère Carlos María Isidro (peintre : Ríos 1817).
- Armoiries de l'université de San Fernando.
- La mort de Churruca, par Alvarez Dumort.
- Plage, par Antonio de la Torre.
- Las uveras, par Eduardo Chicharro.

## Curiosités
Le lycée a accueilli des élèves distingués tels que Benito Pérez Galdós, Óscar Domínguez, Juan Negrín, Blas Cabrera et Felipe ou Juan Bethencourt Alfonso (historien et médecin canarien).